# San Francique
San Francique es una localidad de Trinidad y Tobago, que forma parte de las regiones de Penal-Debe y Siparia.

## Geografía
La localidad abarca parte de la isla Trinidad de forma discontinua. El enclave más pequeño, que se halla por completo en la región de Siparia, limita al norte con La Fortune, al sur con Thick Village, al este con La Fortune-Pluck  y al oeste con St. John y Avocat Village; mientras que su enclave más grande limita al norte con Tulsa Village, al sur con Thick Village, Syne Village (ambas localidades pertenecientes a la región de Siparia) y Charlo Village, al este con Batchyia Village y al oeste con La Fortune-Pluck y Thick Village (ambas localidades pertenecientes a la región de Siparia).

## Demografía
Datos demográficos de la localidad de San Francique:
| Gráfica de evolución demográfica de San Francique entre 2000 y 2011 |
|                                                                     |